# Veľká Lomnická veža
Die Veľká Lomnická veža (auch Veľká lomnická veža geschrieben; deutsch Großer Lomnitzer Turm, ungarisch Nagy-Lomnici-torony, polnisch Wielka Łomnicka Baszta) ist die höchste Erhebung des Grats Lomnický hrebeň (deutsch Lomnitzer Grat) in der Hohen Tatra in der Slowakei mit einer Höhe von 2211 m n.m. (nach anderen Quellen 2202 m n.m.). Die Erhebung befindet sich zwischen dem Sattel Lomnické sedlo im Norden und dem Berg Veľký Lomnický hrb im Süden und bietet eine gute Aussicht ins Malá Studená dolina im Westen an.
Zum Gipfel führt ein relativ kurzer (0:15 h), grün markierter Wanderweg von der Bergstation des Sessellifts Skalnaté Pleso–Lomnické sedlo. Weiter talabwärts zum Bergsee Skalnaté pleso führt heute kein offizieller Wanderweg, sodass man den Sessellift nutzen muss.